# بالليني
القمر بالليني  (بالإغريقية: Παλλήνη) هو قمر صغير جداً للكوكب زحل. إنه واحد من ثلاثة أقمار صغيرة تعرف باسم «الألقيونديّات» (Alkyonides) تقع بين مداري ميماس وإنقليدس. يُسمى بالليني أيضاً بـ«زحل الثالث والثلاثين» (زحل 33).
اكتشف من قبل فريق التصوير كاسيني في عام 2004 ضمن مهمة كاسيني هويغنز، وأعطيَ تسمية مؤقتة في عام 2005 هي "S/2004 S 2"، وتمت الموافقة مبدئياً على اسم «بالليني» (Pallene) من قِبل قسم الاتحاد الفلكي الدولي الثالث وهو «مجموعة عمل تسمية الأنظمة الكوكبية»، وصُدّقت في الجمعية العامة للاتحاد الفلكي الدولي في عام 2006.
أظهرت الصور الملتقطة بواسطة المسبار كاسيني حلقة غبارية باهتة حول زحل تتشارك مع مدار بالليني وتسمى الآن بحلقة بالليني ويمتد قطر هذه الحلقة حتى حوالي 2500 كيلومتر ومصدر جزيئات هذه الحلقة نتيجة الاصطدام النيزكي مع سطح بالليني.